# Nontsikelelo Veleko
Nontsikelelo "Lolo" Veleko (sinh ngày 19 tháng 8 năm 1977) là một nhiếp ảnh gia người Nam Phi được chú ý nhất vì miêu tả bản sắc đen, đô thị hóa và thời trang ở Nam Phi thời hậu apartheid.

## Cuộc sống và công việc
Veleko sinh ngày 19 tháng 8 năm 1977 tại Bodibe, Tây Bắc (tỉnh Nam Phi). Cô lớn lên ở Cape Town và học trường trung học Luhlaza ở Khayelitsha. Năm 1995, cô học thiết kế đồ họa tại Cape Technikon. Sau khi chuyển đến Johannesburg, cô học nhiếp ảnh tại Xưởng chụp ảnh Nhà hát thị trường (1999,2004), một tổ chức do David Goldblatt đồng sáng lập nhằm mục đích đào tạo chính thức cho các nhiếp ảnh gia trẻ, những người không có quyền truy cập vào các tài nguyên đó.
Vào năm 2003, Veleko đã ghi lại những bức tranh graffiti trên khắp Cape Town và Johannesburg, một loạt tác phẩm mà cô ấy đặt trên đầu sẽ không làm cho nó dừng lại! trong triển lãm cá nhân đầu tiên của cô tại Phòng trưng bày nghệ thuật ở Johannesburg. Những bức ảnh này gói gọn bầu không khí chính trị xã hội của Nam Phi thời hậu apartheid. Cùng năm này, Veleko đã được đề cử cho Giải thưởng Nghệ thuật đương thời mới của MTN. Cuộc thi này xác định bốn nghệ sĩ Nam Phi đang lên và chọn ra một người chiến thắng. Trong vài năm tiếp theo, tác phẩm của cô đã được trưng bày trong nhiều triển lãm khác nhau trên khắp Nam Phi, Châu Âu và Úc.
Năm 2006, những bức ảnh của cô là một phần của triển lãm nhóm Snap Judgments: Vị trí mới trong nhiếp ảnh châu Phi đương đại, tại Trung tâm nhiếp ảnh quốc tế (ICP) ở New York. Ở đó, những bức chân dung táo bạo và sống động mô tả phong cách đường phố Nam Phi từ loạt phim Beauty is in the Eye of the Beholder của cô đã thu hút rất nhiều sự chú ý và ca ngợi quốc tế, thay đổi nhận thức trước đây về châu Phi trên phạm vi quốc tế. Veleko giải thích rằng cô ấy nhìn vào thời trang và cách nó tạo ra bản sắc, bởi vì thời trang chơi với bản sắc. Liên quan đến tiêu đề của bộ truyện, cô nói: Tôi nghĩ cách tôi nhìn thấy cái đẹp và cách tôi nhìn nhận cái đẹp có thể khác với người khác bên cạnh tôi... Vì vậy, dự án mang tên Người đẹp nằm trong mắt của người nhìn, vì đối với tôi họ rất đẹp. Bên cạnh đó, Veleko cũng đã đưa quần áo vào các dự án của mình "để cố tình thách thức các giả định về bản sắc dựa trên ngoại hình và bối cảnh lịch sử". Điều đó thể hiện rõ trong dự án cá nhân hơn của cô từ năm 2002, www.notblackenough.lolo, mô tả một cuộc thám hiểm về bản sắc văn hóa và chủng tộc hỗn hợp thông qua các trang phục nhập vai khác nhau.